# خوسيه موريلو
خوسيه موريلو (بالإسبانية: José Murillo)‏ هو لاعب كرة قدم بنمي في مركز الوسط، ولد في 1995 في بنما. لعب مع بلازا أمادور.

## وصلات خارجية
- خوسيه موريلو على موقع قاعدة بيانات كرة القدم.إي يو (الإنجليزية)
- خوسيه موريلو على موقع ناشيونال فوتبول تيمز (الإنجليزية)
- خوسيه موريلو على موقع Soccerway.com (الإنجليزية)